# Андре Асіман
Андре Асіман (англ. André Aciman; нар. 2 січня 1951, Александрія, Єгипет) — американський письменник, найбільш відомий за романом «Назви мене своїм ім'ям» (2007).

## Життєпис
Народився 2 січня 1951 року в Александрії, Єгипет, у заможній сефардській родині власника трикотажної фабрики Анрі Асімана та його дружини Регіни. Предки Асімана мешкали в Єгипті з 1905 року, але, незважаючи на багатство, родина не мала єгипетського громадянства. Андре зростав у доволі мультикультурному середовищі: одна частина його родини прибула до Єгипту з Італії, інша — з Туреччини. Вдома розмовляли французькою, але також використовували грецьку, італійську, арабську та ладино. Навчався майбутній письменник у британському ліцеї.
Коли у 1956—1957 роках більша частина єврейського населення була вигнана з Єгипту президентом Гамалем Абделем Насером, родина Асіманів уникла цієї участі, проте, через постійне зростання антисемітської істерії, пов'язаної з напруженими стосунками між Єгиптом та Ізраїлем вони вимушені були залишити країну у 1965 році. Батькам Асімана вдалося купити для всієї родини італійське громадянство, після чого вони оселилися у Римі. 1968 року вони переїхали до Нью-Йорка.
У США Асіман отримав ступінь бакалавра англійської мови та літератури в коледжі Леман у Бронксі, Нью-Йорк, а пізніше ступінь магістра з літератури та доктора філософії у Гарварді. Асіман викладав літературне мистецтво у Нью-Йоркському університеті, також французьку літературу у Принстонському університеті та Бард-коледжі. Пізніше викладав у Міському університеті Нью-Йорка теорію літератури та вів спецкурс з творчості Пруста.
1995 року опублікував автобіографію «Із Єгипту», за яку того ж року отримав премію Вайтінга. Провідний критик Мітіко Какутані з «Нью-Йорк Таймс» високо оцінила книгу та порівняла її з творами Лоренса Даррелла, Габріеля Гарсії Маркеса та А.П. Чехова. 2007 року вийшов його роман «Назви мене своїм ім'ям», відмічений премією «Лямбда» як найкращий твір на тему чоловічої гомосексуальності. 2017 року режисер Лука Гуаданьїно створив однойменний кінофільм з Тімоті Шаламе та Армі Гаммером у головних ролях, який отримав всесвітній резонанс, добру критику та приніс Джеймсу Айворі премії Оскар та BAFTA за найкращий адаптований сценарій.
2019 року був опублікований роман «Знайди мене» — продовження роману «Назви мене своїм ім'ям». Того ж року в одному з інтерв'ю письменник зізнався, що вважає найкращою своєю книгою роман «Вісім білих ночей» (2010).

## Особисте життя
Асіман одружений зі Сьюзен Вівіотт. У подружжя народились троє дітей — син Олександр (нар. 1990), який також став письменником і журналістом, та двоє молодших синів-близнюків Філіп і Майкл.

### Романи
- 2007 — Назви мене своїм ім'ям / Call Me by Your Name
- 2010 — Вісім білих ночей / Eight White Nights
- 2013 — Гарвард-сквер / Harvard Square
- 2017 — Енігма-варіації / Enigma Variations
- 2019 — Знайди мене / Find Me

### Нехудожні твори
- 1995 — Із Єгипту (автобіографія) / Out of Egypt
- 1999 — Letters of Transit: Reflections on Exile, Identify, Language and Loss
- 2000 — False Papers: Essays on Exile and Memory
- 2001 — Entrez Sings of France (у співавторстві зі Стівеном Розфельдом)
- 2004 — The Proust Project
- 2011 — Alibis: Essays on Elsewhere
- 2021 — Homo Irrealis: Essays